# Sint-Niklaaskerk (Vianden)

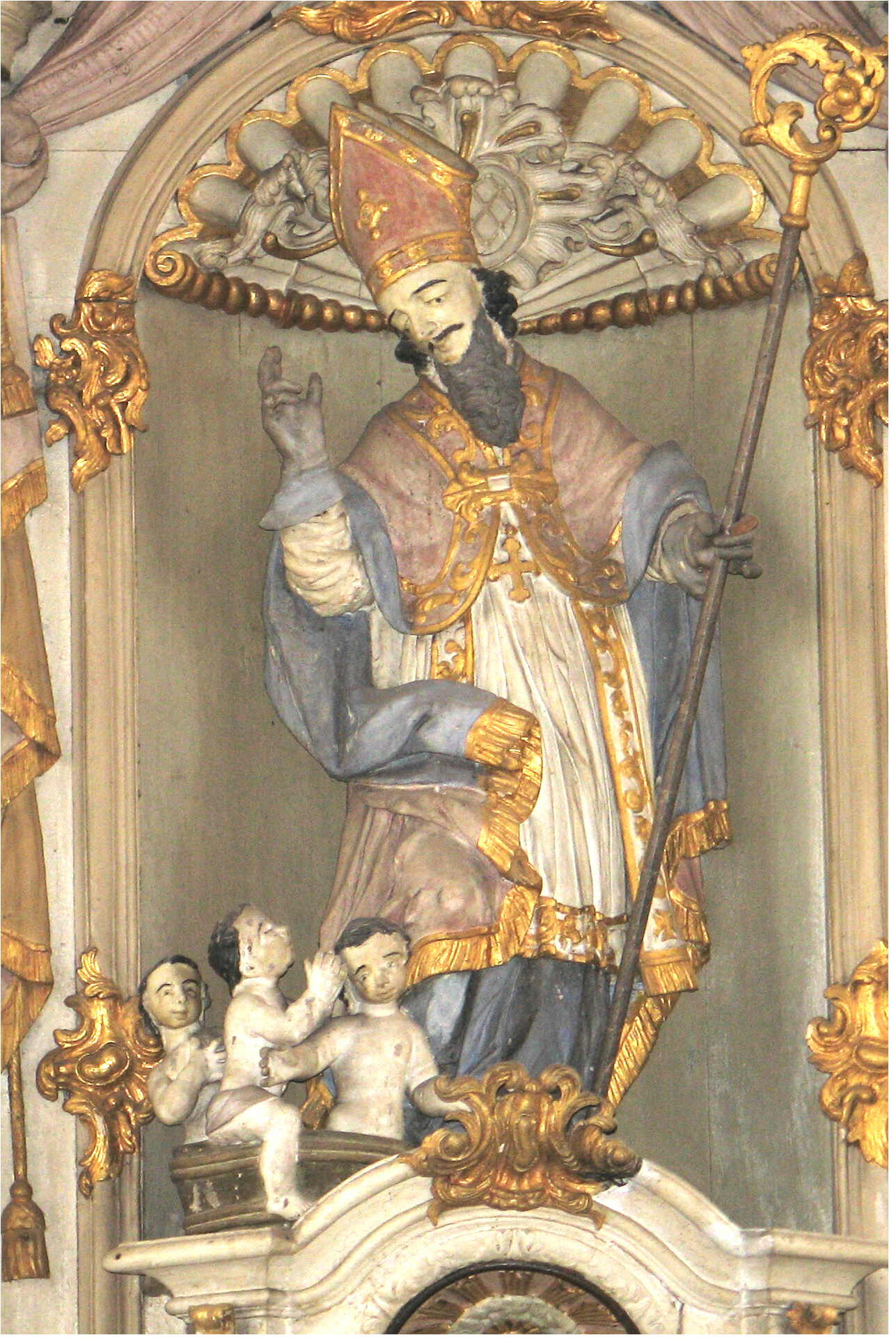
Sint-Niklaasbeeld

De Sint-Niklaaskerk (of: Sint-Niklaaskapel) is een kerkgebouw in de Luxemburgse stad Vianden, gelegen op de kruising van de Rue de la Gare en de Rue Théodore Bassing.

## Geschiedenis
Na de komst van de Trinitariërs, in 1248, werd het kerkelijk landschap van Vianden in 1256 opnieuw ingedeeld. De bovenstad werd voortaan door de Trinitariërs bediend en de benedenstad behoorde tot de parochie van Roth an der Our (tegenwoordig in Duitsland gelegen, aan de linkeroever van de Our. Deze werd bediend door de Tempeliers. Zij bouwden een filiaalkerk, die aanvankelijk als Capella militum bekend stond. Nadat in 1312 de Tempeliersorde was opgeheven, werd de parochie bediend door de Johannieters en werd de filiaalkerk aan de Heilige Nicolaas gewijd. Van 1645-1784 lag er een kerkhof naast de Sint-Niklaaskerk.
Aanvankelijk stond hier een hallenkerk, waar later een koor en een sacristie aan werd gebouwd. In 1723 werd de kapel, en een groot deel van de benedenstad, door brand getroffen. Een jaar later was de kapel weer in gebruik. In 1907 werd de ingangsgevel door Charles Arendt vernieuwd. Van 1969-1974 werd de kapel gerestaureerd.

## Gebouw
Het betreft een zaalkerk onder zadeldak met een met leien bedekte dakruiter boven het koor. De kapel is uitgevoerd in breuksteen.
De kerk bevat een chronogram:
sanCte tVos christos nIColae tVere CLIentes CorporIs aC anIMae tVtor orare potens (Heilige Nicolaas, voorspreker bij God, aan wie we toevertrouwd zijn, machtige beschermer, bidt voor lichaam en ziel). Dit chronogram levert het jaartal 1724 op.
Het altaar is van 1768. Tegen de linkerzijmuur staat het originele beeld van Johannes Nepomucenus, dat in de volksmond Bommenzinnes (Bohemer) wordt genoemd. Het beeld op de brug over de Our is een kopie van dit beeld.
De kerk heeft twee klokken: een van 1624 en een van 1873.

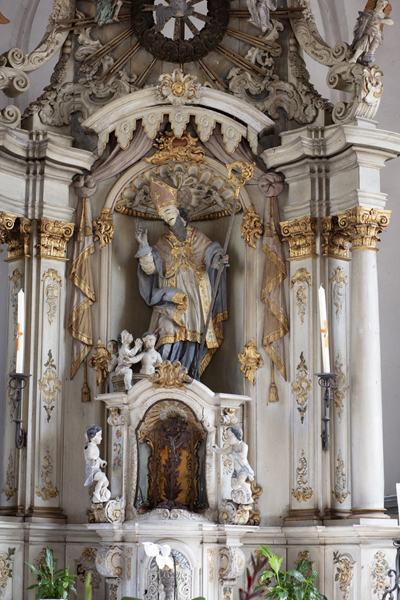
Altaar
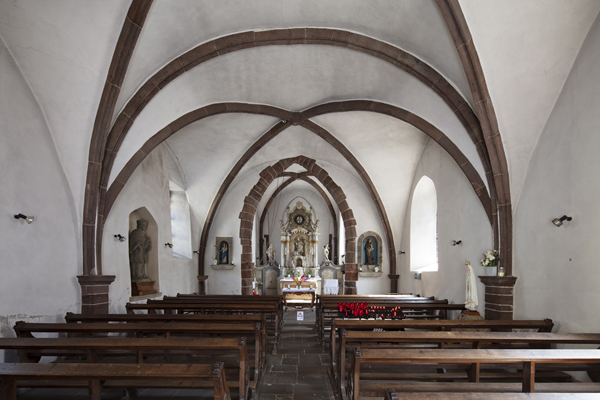
Interieur
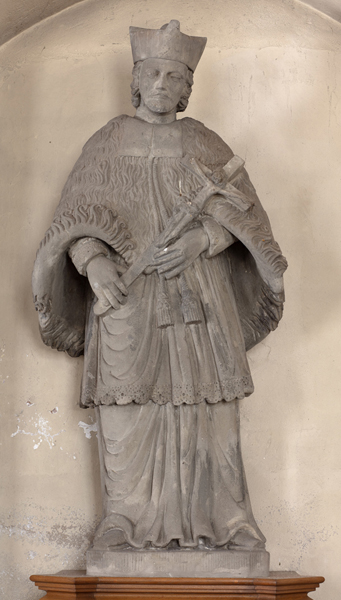
Beeld van Johannes Nepomuk